# غيت كروغ
غيت كروغ (بالدنماركية: Gitte Krogh)‏ هي مدربة كرة قدم ولاعبة كرة قدم دنماركية، ولدت في 13 مايو 1977 في الدنمارك في مملكة الدنمارك. شاركت مع منتخب الدنمارك لكرة القدم للسيدات. أما مع النوادي، فقد لعبت مع نادي أودنسه.

## وصلات خارجية
- غيت كروغ على موقع الاتحاد الدولي (مؤرشف)  (الإنجليزية)
- غيت كروغ على موقع قاعدة بيانات كرة القدم.إي يو (الإنجليزية)
- غيت كروغ على موقع Soccerway.com (الإنجليزية)
- غيت كروغ على موقع عالم كرة القدم.نت (الإنجليزية)
- غيت كروغ على موقع أوليمبيديا (الإنجليزية)